# Yūdai Iwama
Yūdai Iwama (jap. 岩間 雄大 Iwama Yūdai; ur. 21 lutego 1986) – japoński piłkarz występujący na pozycji pomocnika. Obecnie występuje w Matsumoto Yamaga FC.

## Kariera klubowa
Od 2007 roku występował w klubach Arte Takasaki, V-Varen Nagasaki i Matsumoto Yamaga FC.